# Championnat de Suisse de football 1966-1967
Navigation
Édition précédente Édition suivante
Le championnat de Suisse de football de Ligue nationale A 1966-1967 a vu la consécration du FC Bâle.

## Format
Le championnat se compose de 14 équipes. Les deux derniers sont relégués en Ligue nationale B.

## Classement final
| Place | Club                   | Pts | J  | V  | N | D  | Buts + | Buts - | Diff. |
| 1er   | FC Bâle                | 40  | 26 | 16 | 8 | 2  | 61     | 20     | +41   |
| 2e    | FC Zurich              | 39  | 26 | 18 | 3 | 5  | 70     | 31     | +39   |
| 3e    | FC Lugano              | 39  | 26 | 17 | 5 | 4  | 51     | 29     | +22   |
| 4e    | Grasshopper Zürich     | 32  | 26 | 14 | 4 | 8  | 60     | 31     | +29   |
| 5e    | Servette FC            | 26  | 26 | 10 | 6 | 10 | 49     | 35     | +14   |
| 6e    | FC Sion                | 26  | 26 | 10 | 6 | 10 | 48     | 38     | +10   |
| 7e    | BSC Young Boys         | 26  | 26 | 10 | 6 | 10 | 44     | 48     | -4    |
| 8e    | FC Granges             | 24  | 26 | 10 | 4 | 12 | 43     | 49     | -6    |
| 9e    | Young Fellows Zurich   | 24  | 26 | 9  | 6 | 11 | 33     | 44     | -11   |
| 10e   | Lausanne-Sports        | 21  | 26 | 9  | 3 | 14 | 46     | 44     | +2    |
| 11e   | FC Bienne              | 21  | 26 | 8  | 5 | 13 | 25     | 42     | -17   |
| 12e   | FC La Chaux-de-Fonds 1 | 20  | 26 | 8  | 4 | 14 | 34     | 48     | -14   |
| 13e   | FC Winterthur 1        | 20  | 26 | 8  | 4 | 14 | 33     | 54     | -21   |
| 14e   | FC Moutier             | 6   | 26 | 2  | 2 | 22 | 16     | 100    | -84   |

1 FC La Chaux-de-Fonds et FC Winterthur ayant terminé avec le même nombre de points, un match de barrage sera nécessaire pour les départager.

### Qualifications européennes
- FC Bâle : premier tour de la Coupe des clubs champions européens
- FC Zurich : premier tour de la Coupe des villes de foires
- Servette FC : premier tour de la Coupe des villes de foires

- Lausanne-Sports : premier tour de la Coupe d'Europe des vainqueurs de coupes en tant que finaliste de la Coupe de Suisse

### Match de barrage
| Date         | Vainqueur            | Finaliste     | Score | Lieu  |  |
| 14 juin 1967 | FC La Chaux-de-Fonds | FC Winterthur | 3 - 1 | Berne |  |

### Relégations
- FC Winterthur et FC Moutier sont relégués en Ligue nationale B
- FC Lucerne et AC Bellinzone sont promus en Ligue nationale A

## Résultats complets
- Résultats sur RSSSF